# 李壽全
李壽全（1955年4月29日—），臺灣音樂家、音樂製作人與音樂總監，瑞芳出身，畢業於逢甲大學經濟學系，是臺灣校園民歌推動者之一。

## 簡介
李壽全在大學時代即開始自彈自唱，在PUB當DJ，並結識了台中「日昇之屋」小餐館的老闆張子石，日後演唱的〈張三的歌〉（電影《父子關係》主題曲，並收錄於專輯《8又二分之一》）即是其詞作。退伍之後李壽全成為新格唱片的音樂製作人，1980年與陳志遠合作，製作李建復的首張個人專輯《龍的傳人》，並創下台灣民歌時期的巔峰。1980年冬與蔡琴、李建復、蘇來、許乃勝、靳鐵章組成不受商業箝制的「天水樂集」，但1982年，僅維持一年多即因團員各奔西東而形同解散，留下了《柴拉可汗》與《一千個春天》兩張專輯。
除《龍的傳人》外，李壽全也製作了劉文正《太陽一樣》、張學友〈情已逝〉、潘越雲〈天天天藍〉、〈情字這條路〉、洪榮宏〈舊情綿綿〉、沈文程〈五月十一彼下埔〉、〈舊情也綿綿〉、〈小河之歌〉、娃娃〈開心女孩〉、王傑〈一場遊戲一場夢〉、〈忘了你忘了我〉、〈故事的角色〉，費玉清〈晚安曲〉、王力宏〈情敵貝多芬〉、江蕙〈台灣紅歌〉等作品。
由他作曲的《一樣的月光》，更奠定了蘇芮在歌壇的地位。
他發掘的歌手还有王傑、黃大煒、王力宏、張懸等人。
曾製作《搭錯車》、《超級市民》等電影配樂，並多次獲金馬獎最佳電影配樂獎。
1985年參與公益單曲《明天會更好》的作詞。
1986年《8又二分之一》專輯被選入「台灣流行音樂百佳專輯」之中，這份榜單中，由李壽全製作的專輯就有10張之多（《蘇芮專輯》、《天天天藍》、《龍的傳人》、《8又二分之一》、《情字這條路》、《一千個春天》、《柴拉可汗》、《胭脂北投》、《偈》、《一場遊戲一場夢》），堪稱是華語流行歌壇的「最佳操盤手」。
1996年製作《大地的窗口》，迎接著名動物保育人士珍·古德首次訪台。
1998年李壽全為沈文程製作的〈啟程〉專輯，讓沈文程獲得第10屆金曲獎最佳方言男歌手獎。
近年來為慈濟基金會創作社會關懷的歌曲。
樂評人馬世芳認為，李壽全是台灣第一位具有概念專輯規格的音樂製作人，並受到Chris de Burgh的《Crusader》專輯的啟發，大膽的與「天水」成員們創作了《柴拉可汗》等交響詩組曲。
李壽全與妻子林郁君（1959年—2012年）育有一子二女。大女兒李律為新生代演員，曾在2005年「一千個春天」演唱會與李壽全同台演唱《張三的歌》。

## 音樂作品

### 個人專輯
- 《未來的未來》（萬仁《超級市民》主題曲，1985）（1988年夏韶聲《說不出的未來》國語原版）
- 《8又二分之一》（1986；30週年紀念版，2016）

### 電影配樂
- 《搭錯車》（虞戡平執導，1983）
- 《笑匠》（吳宇森執導，1984）
- 《八番坑口的新娘》（金鰲勳執導，1985）
- 《超級市民》（萬仁執導，1985）
- 《超級大國民》（萬仁執導，1994）

### 製作專輯
- 李建復《龍的傳人》（新格唱片，1980）
- 王海玲《偈》（新格唱片，1980）
- 包美聖《樵歌》（新格唱片，1980）
- 楊耀東《季節雨》（新格唱片，1981）
- 李建復《柴拉可汗》（四海唱片，1981）
- 李建復、蔡琴《一千個春天》（四海唱片，1981）
- 劉文正《太陽一樣》（金聲唱片，1982）
- 賈思樂《陽光為什麼不來》（滾石唱片，1982）
- 潘越雲《天天天藍》（滾石唱片，1982）
- 潘越雲《胭脂北投》（滾石唱片，1983）
- 潘越雲《無言的歌》（滾石唱片，1983）
- 蘇芮《「搭錯車」電影原聲》（飛碟唱片，1983）
- 李建復《夸父追日》（滾石唱片，1984）
- 田希仁《點燃太陽》（光美唱片，1984）
- 洪榮宏《舊情绵绵》（光美唱片，1984）
- 陳志遠編曲《金馬獎電影名曲》演奏專輯（光美唱片，1984）
- 紅螞蟻合唱團《從現在開始》（喜瑪拉雅唱片，1985）
- 邰肇玫《邰肇玫6》（光美唱片，1985）
- 吳大衛《冷冷的夜》（喜瑪拉雅唱片，1985）
- 梁弘志《感覺之約》（喜瑪拉雅唱片，1985）
- 梅艷芳《蔓珠莎華》（滾石唱片，1986）
- 張學友《情無四歸》（寶麗金唱片，1986）
- 娃娃《開心女孩》（飛碟唱片，1987）
- 娃娃《愛的感覺》（飛碟唱片，1987）
- 王傑《一場遊戲一場夢》（飛碟唱片，1987）
- 王傑《忘了你忘了我》（飛碟唱片，1988）
- 潘越雲《情字這條路》（滾石唱片，1988）
- 與李宗盛、陳復明、童安格共同製作《歷史的傷口》（飛碟、滾石、可登、寶麗金共同製作，1989）
- 王傑《是否我真的一無所有》（飛碟唱片，1989）
- 王傑《故事的角色》（華納唱片，1989）
- 葉歡《珍惜我所有的感受》（飛碟唱片，1990）
- 方维珍《日記》（飛碟唱片，1992）
- 林海《城南舊事》鋼琴演奏專輯（BMG唱片，1994）
- 蘇芮《變心》（飛碟唱片，1994）
- 費玉清《晚安曲》（飛碟唱片，1994）
- 王力宏《情敵貝多芬》（BMG唱片，1995）
- 王力宏《如果你聽見我的歌》（福茂唱片，1996）
- 王力宏《好想你》（福茂唱片，1996）
- 王力宏《白紙》（福茂唱片，1997）
- 沈文程《啟程》（金瓜石唱片，1998）
- 艾敬《Made in China》（新力音樂，1999）
- 葉璦菱《璦情歌》（乾坤唱片，1999）
- 江蕙《台灣紅歌》（大信唱片，2000）
- 合輯《新芽─大地的園丁》（静思文化，2000）
- 鄧麗君《鄧麗君新歌＋精選》遺作專輯（環球唱片，2001）

### 作曲
化作永恆

## 獲獎
- 1980年金鼎獎唱片製作獎（李建復《龍的傳人》）
- 1983年金鼎獎唱片製作獎（潘越雲《天天天藍》）
- 1984年第3屆香港電影金像獎（《搭錯車》：與陳志遠共獲最佳原作電影音樂）
- 第20屆金馬獎（《搭錯車》：與陳志遠共獲最佳原作電影音樂、最佳電影插曲）
- 第22屆金馬獎（《超級市民》：與張大春共獲最佳電影插曲）
- 第32屆金馬獎（《超級大國民》：與范宗沛共獲最佳電影音樂）
- 2014年第5屆金音創作獎傑出貢獻獎

## 外部參考
- 李壽全談 創作靈感泉源[永久]（慈濟，2011-09-26，王雅棋／報導）
- 李壽全《張三的歌》帶你去流浪（黑膠電影院，2007-12-04）
- 《張三的歌》背後的故事其實一點也不快樂啊.... （页面存档备份，存于）（朱學恆，朱學恒的阿宅萬事通事務所，2011-05-05）
- 台灣校園民歌歌手點將錄49 -- 李壽全 （页面存档备份，存于）（肥肥蔡的部落天地，2011-08-19）